# اونگ بک ۳
اونگ-بک ۳ (تایلندی: องค์บาก ۳) با عنوان اصلی اونگ-بک ۳: روز نبرد (همچنین شناخته شده با عنوان‌های مبارز تایلندی ۳ و مشت خاردار ۳) یک فیلم رزمی تایلندی به کارگردانی، تهیه کنندگی و نویسندگی تونی جا و پانا ریتیکرای است که در سال ۲۰۱۰ منتشر شد. این فیلم دنباله‌ای بر اونگ بک ۲ (۲۰۰۸) می‌باشد، و داستان جنگجوی تین (تونی جا) را دنبال می‌کند که توسط جنگ سالار بی رحم لرد راجاسنا (سارونیو ونگ کراجانگ) اسیر شده بود. تین از چنگ راجاسنا فرار می‌کند، با کمک استاد بوآ (نیروت سیریجانیا) از جراحات فلج کننده خود بهبود می‌یابد و برای مقابله با بوتی سانگخا (دن چوپنگ) که جایگزین راجاسنا به عنوان شرور اصلی شده‌است، بازمی‌گردد.

## انتشار
این فیلم در ۵ می ۲۰۱۰ در تایلند منتشر شد. در هفته اول در ۱۳۵ سینما در تایلند بازی کرد و با فروش ۵۵٫۵۸۲۳ دلار دومین فیلم پرفروش در باکس آفیس تایلند بود. فیلم در طول نمایش خود در تایلند ۱٫۳۳۵٫۶۴۶ دلار به دست آورد و در مجموع ۲٫۳۲۵٫۴۷۳ دلار از بازارهای خارجی به دست آورد. این موفقیت کمتر از قسمت قبلی بود که در مجموع ۸ ۹۳۶٫۶۶۳ دلار درآمد داشت. این فیلم در ۲۳ سپتامبر ۲۰۱۰ در فستیوال شگفت‌انگیز در آمریکای شمالی نمایش داده شد. این فیلم در ۸ نوامبر ۲۰۱۰ در استرالیا و در ۸ فوریه ۲۰۱۱ در ایالات متحده به صورت دی‌وی‌دی و دیسک بلوری منتشر شد. 